# Fürstentum Terebowlja
Das Fürstentum Terebowlja (russisch Теребо́вльское кня́жество) war ein Fürstentum um die Burg Terebowlja  in der heutigen westlichen Ukraine. Es bestand in der Zeit 1084 bis 1141.

## Geschichte
Um 1084 wurden innerhalb des Fürstentums Wolhynien die abhängigen Fürstentümer Terebowlja, Peremysl und Swenigorod gegründet. Terebowlja ging an Wassilko Rostislawitsch, die anderen an seine Brüder. Wassilko ließ den Südosten des Landes urbar machen, indem er turkstämmige Berendej, Tork und Petschenegen ansiedelte. 1092 wurde das Fürstentum eigenständig, 1141 wurde es dem Fürstentum Halytsch angegliedert. Nach dem Aussterben der Rostislawitschen wurde Terebowlja um 1210 kurzzeitig Teil des Herrschaftsgebietes des Kiewer Fürsten Isjaslaw Wladimirowitsch zu werden.

## Gebiet
Das Fürstentum umfasste den Südosten des späteren Galiziens, den Westen Podoliens und einen Teil der Bukowina. Im Westen grenzte es an das Fürstentum Swenigorod, im Norden an die Fürstentümer Luzk und Peresopnyzja und im Osten an Kiew.
Wichtige Burgen waren Halytsch, Mykulyn, Tschern, Wassyliw, Onut, Kutschelemyn, Bakota, Uschyzja und Kalius.